# Wonder of Women
Wonder of Women ist ein US-amerikanisches Filmdrama aus dem Jahr 1929. Das Drehbuch basiert auf dem Roman Die Frau des Steffen Tromholt des deutschen Schriftstellers Hermann Sudermann.

## Handlung
Stephen Tromholt ist ein deutscher Konzertpianist, dessen Temperament ihn weltberühmt gemacht hat. Er ist ständig unterwegs auf Tourneen rund um die Welt. Bei einer Zugfahrt lernt er Brigitte kennen. Brigitte ist Witwe und eine verantwortungsbewusste Mutter dreier Kinder. Die beiden verlieben sich, Stephen kann Brigitte dazu bringen, ihn sofort am nächsten Halt des Zuges zu heiraten.
Brigitte und Stephen bauen ein Haus am Meer. Stephen ist jedoch nicht der häusliche Typ und ist oft unterwegs, oftmals begleitet von seiner früheren Geliebten Karen. Erst am Sterbebett seiner Frau wird Stephen klar, mit welcher Hingabe und unerschütterlicher Treue Brigitte ihrem Mann gedient hat.

## Auszeichnungen
Bei der zweiten Oscarverleihung 1930 wurde Bess Meredyth für den Oscar in der Kategorie Bestes Drehbuch nominiert.

## Hintergrund
Die Uraufführung fand am 13. Juli 1929 statt.
Für den Film wurden zwei Songs komponiert: At Close of Day von Fred Fisher und Martin Broones und Liebeslied: Ich liebe Dich (I Love You) von Raymond Klages, Jesse Greer und Martin Broones.